# Clusone
Clusone (lombardul: Cluson) település Olaszországban, Lombardia régióban, Bergamo megyében. Lakosainak száma 8537 fő (2023. január 1.). Clusone Ponte Nossa, Villa d’Ogna, Parre, Gandino, Oltressenda Alta, Rovetta és Piario községekkel határos.

## Története
Clusonét először 774-ben említik Nagy Károly egyik ajándékozási okiratában. A település a Velencei Köztársaság idején élte meg legjelentősebb művészeti, kulturális és gazdasági fejlődését. Az 1797-es Campo Formió-i béke után Clusone először a Ciszalpin Köztársaság, majd a Habsburgok alatt a Lombard–Velencei Királyság része lett. A Ciszalpin Köztársaság idején Clusone 1801-ben kapott városi jogot.

## Itt született
- Giovanni Legrenzi(wd) (1626–1690), barokk zeneszerző
- Sergio Alfredo Gualberti(wd) (* 1945), Santa Cruz de la Sierra-i főegyházmegye érseke
- Attilio Rota(wd) (* 1945), kerékpárversenyző
- Paolo Savoldelli (* 1973), kerékpárversenyző
- Sara Dossena(wd) (* 1984), triatlonista és hosszútávfutó
- Kevin Ceccon (* 1993), autóversenyző

## Népesség
A település lakossága az elmúlt években az alábbi módon változott:
| Lakosok száma | 8461 | 8625 | 8608 | 8537 |
|               | 2004 | 2017 | 2018 | 2023 |

## Képek

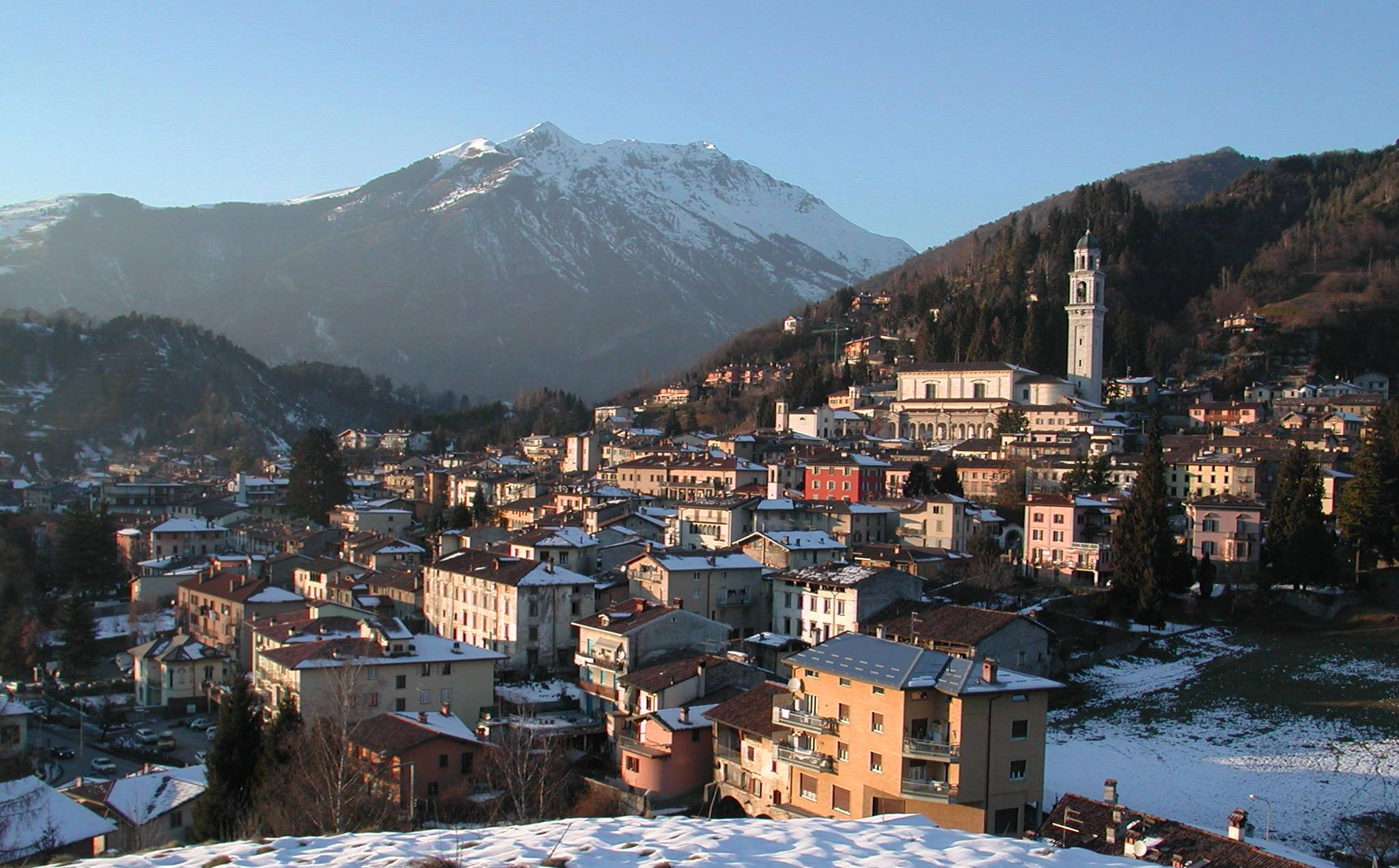
Panoráma télen
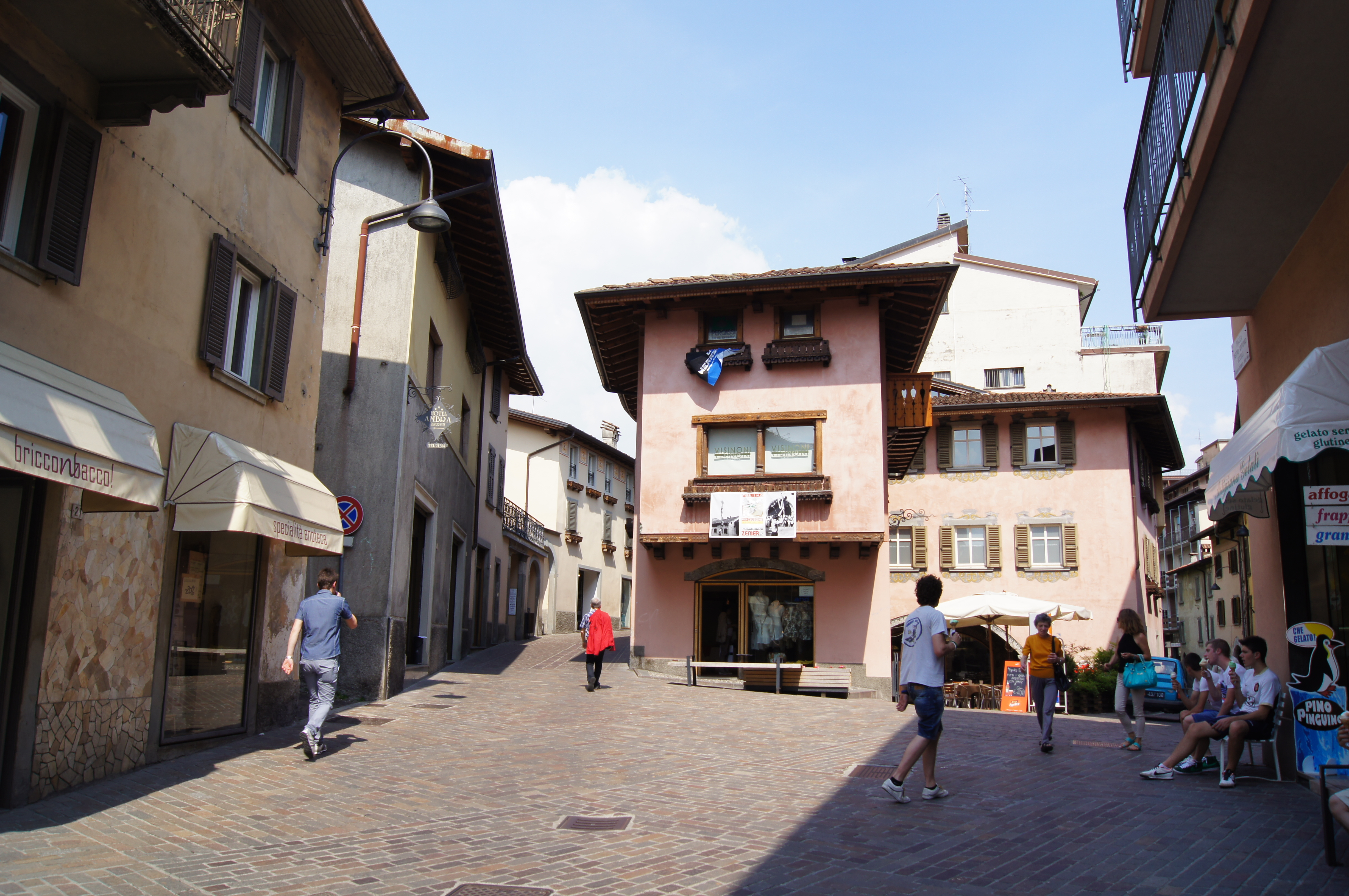
Az óváros
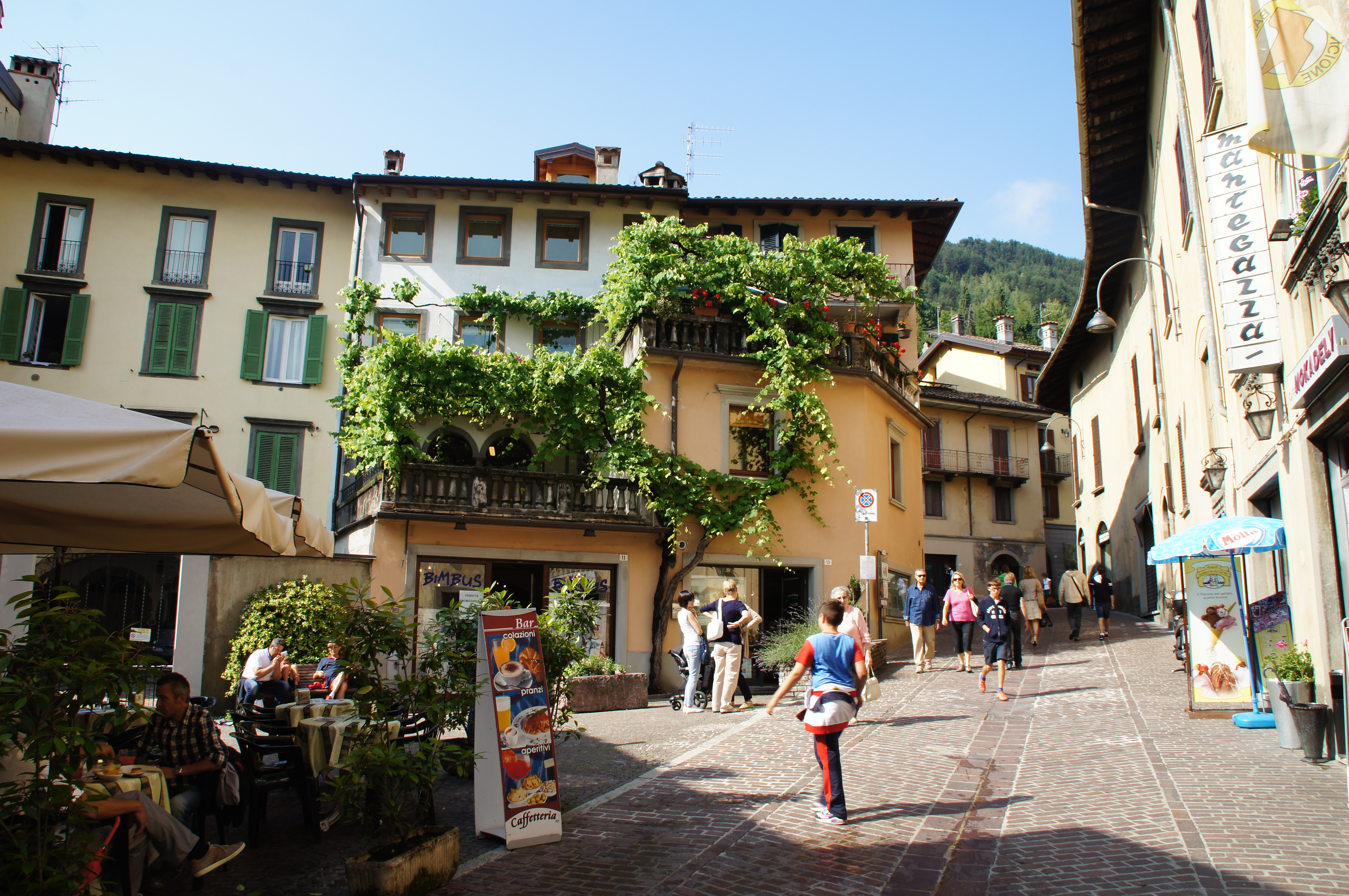
Az óváros
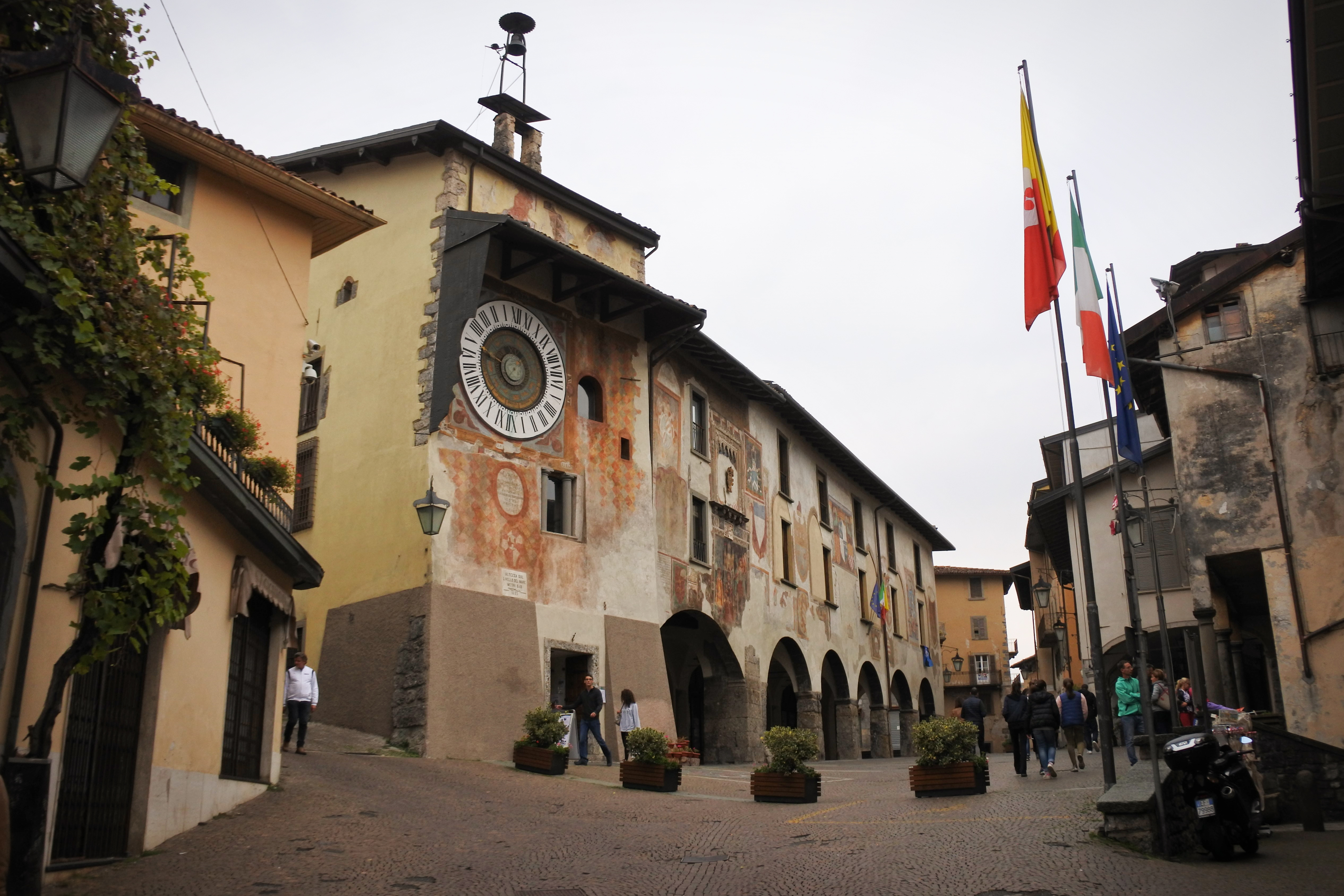
Városháza
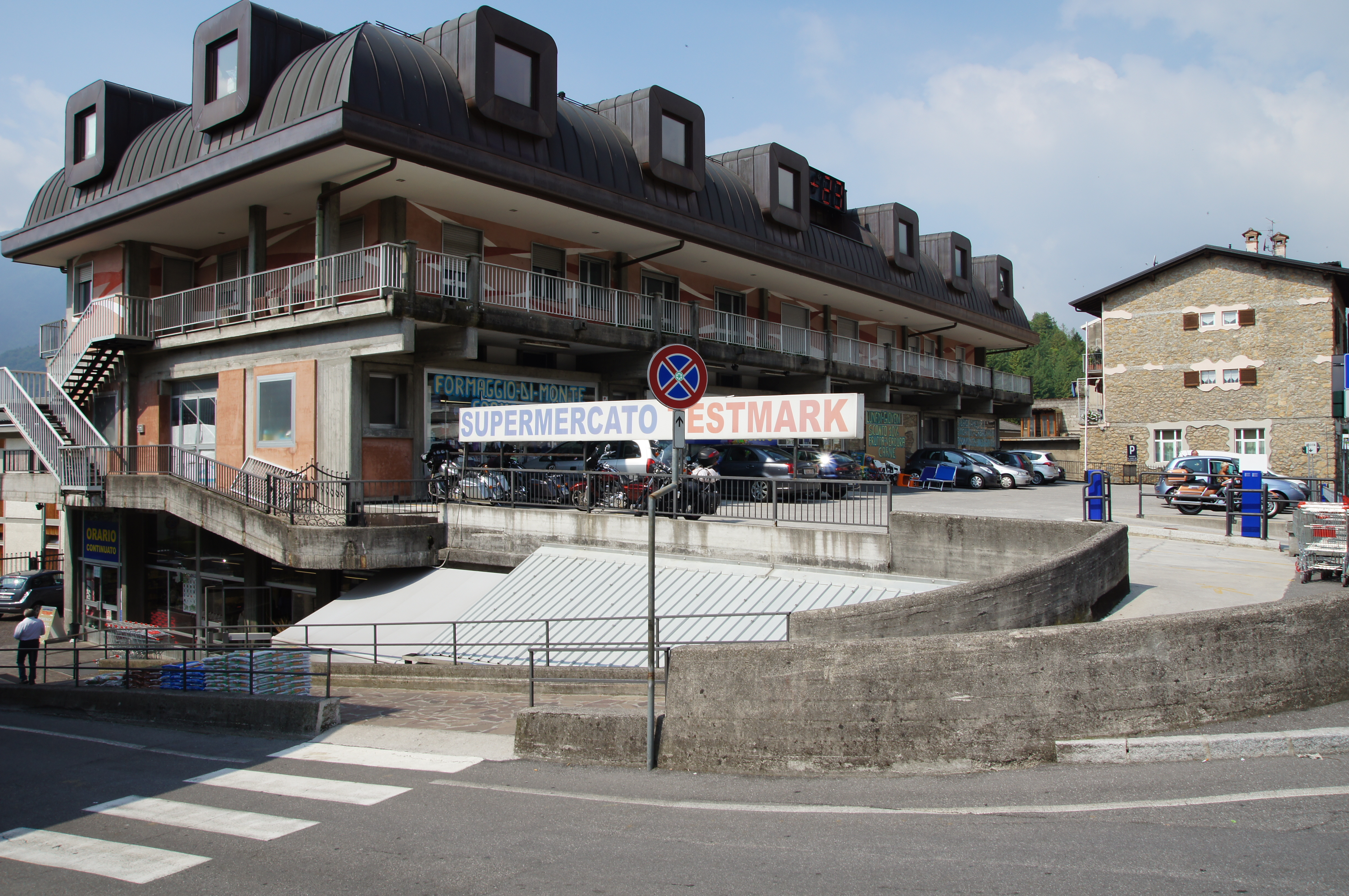
Supermercato
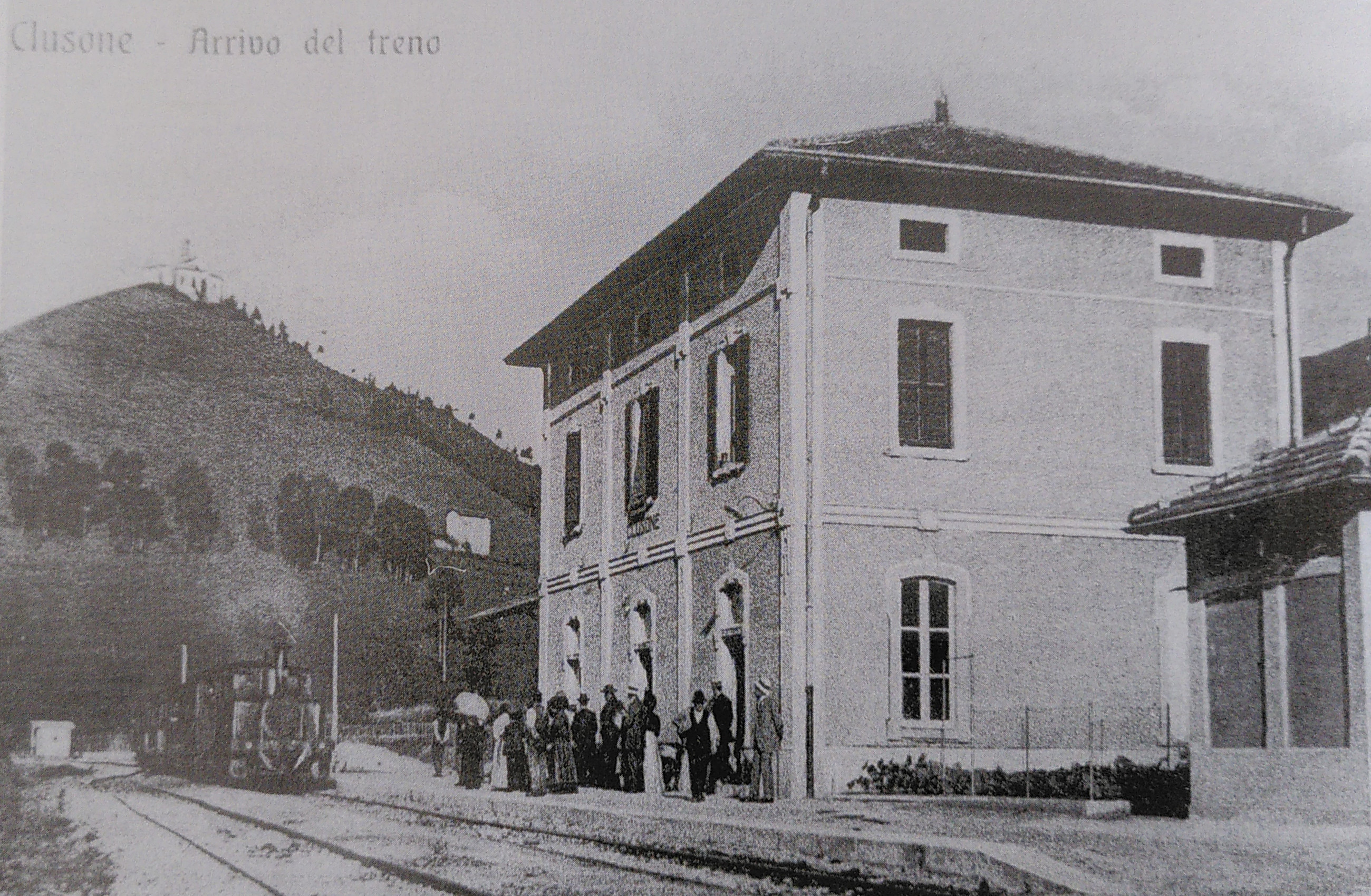
Az 1967-ben bezárt vasútállomás